# Schupfart
Schupfart é uma comuna da Suíça, situada no distrito de Rheinfelden, no cantão de Argóvia. Tem 7,05 km² de área e sua população em 2018 foi estimada em 808 habitantes.